# دين أهلي

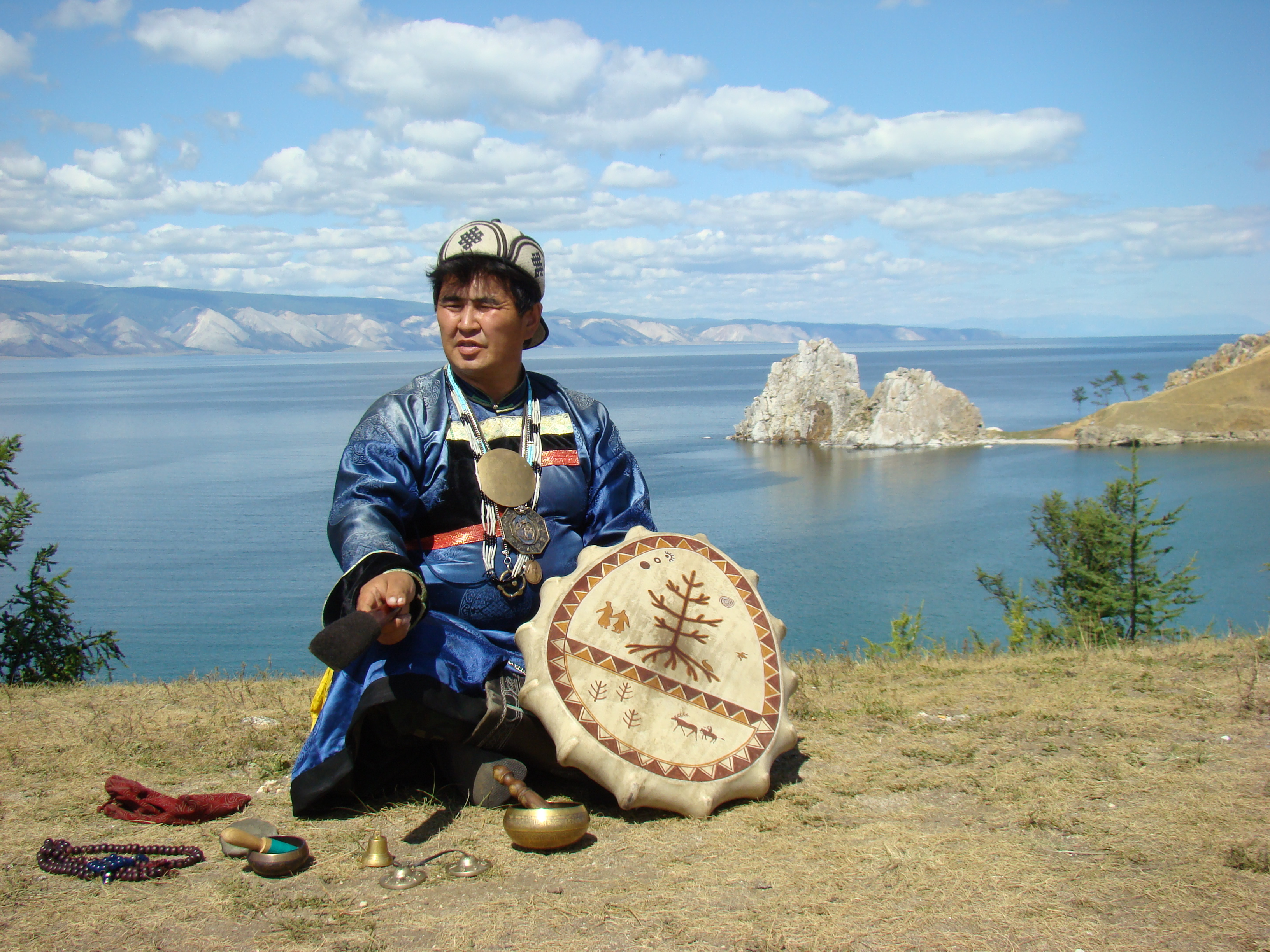

الأديان الأهلية تصنيف يستعمَل في دراسة الأديان لتمييز أنظمة الاعتقاد الدينية عند المجتمعات الموصوفة بأنها «أهلية». يقابَل هذا التصنيف عادةً بتصنيفات أخرى منها «الأديان العالمية» و«الحركات الدينية الجديدة». يضمّ هذا المصطلح طيفًا واسعًا من أنظمة الاعتقاد في الأمريكتين وأستراليا وآسيا وإفريقيا وأوروبا، لا سيما عند المجتمعات التي وقعت تحت تأثير الاستعمار.
يطبّق مصطلح «الأديان الأهلية» عادةً على أنظمة الاعتقاد المحلية في المجتمعات الصغيرة. ليس من شأن أنظمة الاعتقاد هذه التبشير، وهو ما يفرقها عن حركات مثل المسيحية والإسلام والبوذية التي تبشّر وتصنف عادة باسم «أديان العالم». وتختلف الأديان الأهلية أيضًا عن الأديان العالمية من جهة أن الأديان الأهلية تُنُوقِلت شفهيًّا، مشفوعةً بأنماط حياة تقليدية، وهي تعدّديّة. من جهة العدد، يمكن تصنيف معظم أديان العالم على أنها «أهلية»، ولكن عدد أتباع هذه الأديان أصغرُ بكثير من عدد أتباع أي دين من «الأديان العالمية».
لم يزل في الدراسات الدينية نقاش كبير عن المدى الذي ينبغي أن يعتبر من هذه الفئة، وهي نقاشات نابعة من نقاشات أخرى عن مصطلح «الأهلي» ودلالته. فعلى سبيل المثال، يُشار عادةً إلى دين الشنتو الياباني بوصفه «دينًا أهليًّا»، مع أن العلماء مختلفون في هل يحقق هذا الدين معيار الأهلية أو لا، لأن المجتمع الياباني لم يقع تحت الاستعمار بل هو الذي استعمر مجتمعات مجاورة مثل مجتمع أينو. في بعض الحالات، يحاول أتباع أديان جديدة مثل الهيثانية أن يصفوا أنفسهم بأنهم أصحاب «أديان أهلية» مع أنهم واجهوا تشكّكًا من علماء الأديان.

## التعريف
تستعمل الدراسة الأكاديمية للأديان ثلاثة مفاهيم لتصنيف المجموعات الديني المختلفة: «الأديان العالمية»، و«الحركات الدينية الجديدة»، و«الأديان الأهلية». لاحظت عالمة الدين كارول كوشاك أن «الأديان الأهلية» قد رفضتها «الأديان العالمية» لأنها «أرضية تتعلق بهذا العالم، ومتناقَلة شفهيًّا، وشعبية وغير تبشيرية، وتظهر في الأساطير والشرائع التقليدية، وتعددية».
وفي رأي غراهام هارفي، تشمل فئة الأديان الأهلية معظم أديان العالم. في الوقت نفسه، أشار إلى أن «أتباع الأديان الأهلية» لا يشكلون معظم المتدينين في العالم.
حازت بعض الأديان الأهلية ظهورًا عالميًّا مثلها مثل بعض «الأديان العالمية». فعلى سبيل المثال، نشر الموسيقيون المتأثرون بالماوري والأديان الأهلية الأسترالية والأمم الكندية الأولى أعمالهم فوصلت إلى جمهور من مختلف دول العالم.

## أمثلة
يوصف دين الشنتو الياباني عادةً بأنه من «الأديان الأهلية»، مع أن عالم الدراسات الآسيوية جون كي. نيلسون علّق بأن المقصود بكلمة «أهلي» في هذا السياق لم يزل غير واضح. ولاحظ أن النقاشات لم تزل قائمة في مسألة توقيت وصول اليابانيين إلى الجزر التي تشكل اليوم اليابان، ومسألة وجود مجتمعات أخرى مثل الأينو كانت تعيش في هذه الجزر قبل اليابانيين.
يحب كثير من أتباع الهيثانية، وهي دين وثني حديث يصنفه العلماء حركةً دينية جديدة، أن يسموا نظام اعتقادهم «دينًا أهليًّا». يحاول بعض الهيثانيين ليثبتوا أصالتهم —لا سيما في الولايات المتحدة الأمريكية— أن يجعلوا أنفسهم خلفاء لأنظمة الاعتقاد السابقة للمسيحية في المجتمعات الجرمانية لغويًّا في شمال أوروبا، ومن ثم يسمون أنفسهم ضحايا للاستعمار المسيحي القروسطي والإمبريالية. في رأي العلماء جنيفر سنوك وثاد هوريل وكريستين هورتون، فإن الهيثانيين بفعلهم هذا يتجاهلون أن معظمهم من العرق الأبيض، ومن ثم فهم من المجموعة العرقية نفسها التي انخرطت في هذه السياسات الاستعمارية والإمبريالية ضد المجتمعات الأهلية في الأمريكتين وغيرهما، واستفادت منها.